# Georg Schuppener
Georg Schuppener (* 1968 in Aachen) ist ein deutscher Sprachwissenschaftler, Naturwissenschaftshistoriker und promovierter Mathematiker. Im Laufe seiner Karriere hatte er bereits diverse Lehrpositionen an Universitäten in Deutschland, Tschechien, Polen, Russland und der Slowakei inne. Seit 2010 ist er Professor in Trnava, seit 2011 auch in Ústí nad Labem.
Schuppener gilt als äußerst interdisziplinär arbeitender Wissenschaftler, der Verbindungen zwischen Sprachwissenschaften, Naturwissenschaftshistorie, Politik und Soziologie knüpft, was nicht zuletzt auf seine eigene vielseitige universitäre Ausbildung zurückzuführen ist. Seine Forschungsschwerpunkte liegen in der Sprachgeschichte (Sprachwandel und Sprachvariation), der Politolinguistik, der Soziolinguistik, der mythologischen Literatur sowie in der Geschichte der Mathematik und Volkskunde.

## Leben

### Ausbildung
Zwischen 1988 und 1996 studierte er Germanistik, Geschichte, Mathematik, Wissenschaftstheorie und arabische Sprache an der RWTH Aachen, der Universität Leipzig, der Friedrich-Schiller-Universität Jena, der Universität Hamburg sowie in Tunis. 1993 legte er in Aachen sein Diplom in Mathematik ab und 1996 wurde er in Leipzig mit der Dissertation Germanische Zahlwörter – Sprach- und kulturgeschichtliche Untersuchungen insbesondere zur Zahl 12 zum Dr. phil. promoviert. 1999 folgte in Hamburg mit Jesuitische Mathematik in Prag im 16. und 17. Jahrhundert (1556–1654) die Promotion zum Dr. rer. nat.
Schuppener habilitierte sich 2001 mit der Schrift Die Dinge fassbar machen. Sprach- und Kulturgeschichte der Maßbegriffe im Deutschen und erhielt im Jahr 2002 die Lehrberechtigung als Privatdozent für Germanistische Sprachwissenschaft.

### Forschungs- und Lehrtätigkeiten
Im Anschluss an seine erste Promotion wurde Schuppener 1996 wissenschaftlicher Mitarbeiter am Institut für Germanistik der Universität Leipzig und blieb dies bis 2003. Währenddessen wirkte er bereits 1997 und 1998 als Lehrbeauftragter an der Prager Karls-Universität und war 1999 und 2000 in gleicher Funktion  an der Friedrich-Schiller-Universität Jena tätig. Nach Beendigung der wissenschaftlichen Mitarbeit in Leipzig war er von 2003 bis 2008 Lehrbeauftragter an der Martin-Luther-Universität Halle-Wittenberg. Im Jahr 2004 nahm er hier auch eine Gastprofessur wahr. Ferner wurde er 2006 zum außerplanmäßigen Professor an der Universität Leipzig ernannt. Zwischen 2007 und 2010 lehrte er als Professor an der Westböhmischen Universität in Pilsen.
Im Jahr 2010 wechselte Schuppener als akademischer Oberrat und außerplanmäßiger Professor für Germanistische Sprachwissenschaft an die Universität Erfurt, wo er bis 2014 blieb. Ferner hatte er eine Gastprofessur in Kaliningrad inne. Seit 2010 ist er als Professor für Germanistik an der St.-Kyrill-und-St.-Method-Universität in Trnava tätig, seit 2011 auch am Lehrstuhl für Germanistik an der Jan-Evangelista-Purkyně-Universität Ústí nad Labem. In den Jahren 2017 und 2018 nahm er eine Gastprofessur an der Schlesischen Universität in Kattowitz wahr.

### Mitgliedschaften
Georg Schuppener ist Mitglied im Forschungszentrum Gotha der Universität Erfurt sowie im Forschungszentrum Deutsch in Mittel-, Ost- und Südosteuropa (DiMOS) der Universität Regensburg, Gründungsmitglied und ehemaliger Vorsitzender des Freundeskreises der Forschungsbibliothek Gotha sowie ehemaliger stellvertretender Vorsitzender des Arbeitskreises für Vergleichende Mythologie in Leipzig. Darüber hinaus ist er in den wissenschaftlichen Gremien verschiedener ostmitteleuropäischer Fachzeitschriften und Schriftenreihen vertreten: Aussiger Beiträge (Ústí nad Labem), Orbis Linquarum (Breslau), Slowakische Zeitschrift für Germanistik (Bratislava), Germanica Wratislaviensia (Breslau), Linguistische Treffen in Wrocław (Breslau), Breslauer Studien zur Medienlinguistik (Breslau), Germanistik in der Ukraine (Kiew), Europäische Beiträge zur angewandten Germanistik (Berlin), Doktorandenforum Auslandsgermanistik (Leipzig) und Philologia (Sofia).
Zwischen 1994 und 2001 gehörte er zudem der Redaktion von hochschule ost – Leipziger Beiträge zu Hochschule & Wissenschaft (bis 1998: hochschule ost – Politisch-akademisches Journal aus Ostdeutschland) (Leipzig) an, ehe die Zeitschrift an die Martin-Luther-Universität Halle-Wittenberg verlegt wurde.
Schuppener ist für zahlreiche internationale Wissenschaftsorganisationen als Gutachter oder Experte tätig, so z. B. für die Europäische Exekutivagentur für die Forschung (REA).

## Auszeichnungen
- 2002: Theodor-Frings-Preis der Sächsischen Akademie der Wissenschaften
- 2005: Herzog-Ernst-Stipendium an der Forschungsbibliothek Gotha mit finanzieller Unterstützung durch die Fritz Thyssen Stiftung

## Publikationen
Hier aufgeführt sind nur Schuppeners Monographien sowie unter seiner Herausgeberschaft erschienene Werke. Beiträge in Sammelwerken, Aufsätze in Fachzeitschriften sowie Rezensionen und Berichte werden nicht gelistet.
Monographien
- Geschichte der Zeta-Funktion von Oresme bis Poisson. (= Deutsche Hochschulschriften. Band 533). Verlag Dr. Hänsel-Hohenhausen, Frankfurt am Main 1994.
- Germanische Zahlwörter – Sprach- und kulturgeschichtliche Untersuchungen insbesondere zur Zahl 12. Leipziger Universitätsverlag, Leipzig 1996.
- Jesuitische Mathematik in Prag im 16. und 17. Jahrhundert (1556–1654). Leipziger Universitätsverlag, Leipzig, 1999.
- mit K. Mačák: Matematika v jezuitském Klementinu v letech 1600–1740. (= Dějiny matematiky. Band 18). Prometheus, Prag 2001.

- Deutsche Ausgabe: Prager Jesuiten-Mathematik von 1600 bis 1740. Leipziger Universitätsverlag, Leipzig, 2002.

- Die Dinge fassbar machen. Sprach- und Kulturgeschichte der Maßbegriffe im Deutschen. (= Sprache – Literatur und Geschichte. Studien zur Linguistik/Germanistik. Band 22). Universitätsverlag Winter, Heidelberg 2002.
- Bibliographie zur Sondersprachenforschung. (= Sondersprachenforschung. Band 6). Harrassowitz Verlag, Wiesbaden 2002.
- mit K. Mačák: Stanislav Vydra (1741–1804). Zwischen Elementarmathematik und nationaler Wiedergeburt. Leipziger Universitätsverlag, Leipzig 2004.
- Spuren germanischer Mythologie in der deutschen Sprache. Namen, Phraseologismen und aktueller Rechtsextremismus. Edition Hamouda, Leipzig 2007.
- Basiswissen Sprachgeschichte. (= Bibliothek Basiswissen). Edition Hamouda, Leipzig 2014.
- Warum 21 einundzwanzig heißt. Die höheren Einerzahlwörter im Deutschen – Geschichte ihrer Bildung und Reformideen. (= Studia Interdisciplinaria Ænipontana. Nummer 21). Praesens Verlag, Wien 2014.
- Sprache und germanischer Mythos im Rechtsextremismus. Edition Hamouda, Leipzig 2017.
- Mythen im Rechtsextremismus. (= Kleines Mythologisches Alphabet). Edition Hamouda, Leipzig 2018.
- mit J. Meier: Werbesprache in der Mitte Europas. Nationale Elemente in der Produktwerbung im Vergleich. (= Beiträge zur Fachdidaktik 2). Praesens Verlag, Wien 2018.
- Doppelt gemoppelt. Semantisch doppelnde Komposita im Deutschen. (= Studia Interdisciplinaria Ænipontana. Band 30). Praesens Verlag, Wien 2019.
- Basiswissen Varietäten des Deutschen. (= Bibliothek Basiswissen). Edition Hamouda, Leipzig 2020.
- Die Schatten der Ahnen. Germanenrezeption im deutschsprachigen Rechtsextremismus. Edition Hamouda, Leipzig 2021.
- The Germanic Tribes, the Gods and the German Far Right Today. (=Routledge Studies in Fascism and the Far Right). Routledge, London/New York 2022.
- mit J. Demčišák und S. Fraštiková: Selbstdarstellungen von rechtspopulistischen Parteien (Deutschland, Österreich, Slowakei). Leipziger Universitätsverlag, Leipzig 2021.
- mit J. Meier: Populistische Wahlwerbung im Vergleich. Der Begriff „Heimat“ in Deutschland und Österreich. (= Europäische Beiträge zur Angewandten Germanistik 2). Weidler Buchverlag, Berlin 2022.

Herausgeberschaft
- mit Reiner Tetzner: Kultur und Mythos. Beiträge zum Projekt „Dichtung und Erfahrung – Mythen als Mittel der Verständigung“. (= Schriftenreihe des Arbeitskreises für Vergleichende Mythologie e.V. Band 1). Selbstverlag, Leipzig 1997.
- mit R. Tetzner: Glaube und Mythos. (= Schriftenreihe des Arbeitskreises für Vergleichende Mythologie e.V. Band 2). Edition Vulcanus, Leipzig 1998.
- Jüdische Intellektuelle in der DDR. Politische Strukturen und Biographien. Themenheft der Zeitschrift hochschule ost – Leipziger Beiträge zu Hochschule & Wissenschaft. 8. Jahrgang, Leipzig 1999.
- mit R. Tetzner (Hrsg.): Frauen im Mythos. (= Schriftenreihe des Arbeitskreises für Vergleichende Mythologie e.V. Band 3). Edition Vulcanus, Leipzig 1999.
- mit I. Barz, Ulla Fix und M. Schröder: Sprachgeschichte als Textsortengeschichte. Festschrift zum 65. Geburtstag von Gotthard Lerchner. Peter-Lang-Verlagsgruppe, Frankfurt am Main 2000.
- Sprache des Rechtsextremismus. Spezifika der Sprache rechtsextremistischer Publikationen und rechter Musik. Edition Hamouda, Leipzig 2008.
- Germanistische Streifzüge durch Leipzig. Auf den Spuren von Literaten und Sprachwissenschaftlern. Edition Hamouda, Leipzig 2009.
- mit H. Bergerová und M. Schmidt: Sprache, Sprachwissenschaft und Sprachdidaktik in Bewegung. Aktuelle Fragestellungen germanistischer Linguistik und DaF-Didaktik. (= Aussiger Beiträge – Germanistische Schriftenreihe aus Forschung und Lehre. Band 3). Praesens Verlag, Wien 2009.
- Walter Baetke und die Germanenrezeption heute. (= Schriftenreihe des Arbeitskreises für Vergleichende Mythologie e.V. Band 6). Edition Vulcanus, Leipzig 2011.
- mit C. Roch und Elmar Schenkel: wunders vil. Zur Aktualität des Mythos. Festschrift zum 75. Geburtstag von Reiner Tetzner. Edition Vulcanus, Leipzig 2011.
- mit H. Bergerová und M. Schmidt: Lexikologie und Lexikografie – Aktuelle Entwicklungen und Herausforderungen. (= Aussiger Beiträge – Germanistische Schriftenreihe aus Forschung und Lehre. Band 7). Praesens Verlag, Wien 2013.
- mit H. Bergerová und P. Szatmári: Text und Stil im Wandel – Neue Perspektiven der Textlinguistik und Stilistik. (= Aussiger Beiträge – Germanistische Schriftenreihe aus Forschung und Lehre. Band 9). Praesens Verlag, Wien 2015.
- mit H. Bergerová und G. Schiewer: Sprachwissenschaft und Fremdsprachendidaktik im Spannungsfeld interkultureller Vielfalt. (= Aussiger Beiträge - Germanistische Schriftenreihe aus Forschung und Lehre. Band 11). Praesens Verlag, Wien 2017.
- mit H. Bergerová und H.-H. Lüger: Deutsch als Fremdsprache – Didaktische und sprachwissenschaftliche Perspektiven. (= Aussiger Beiträge - Germanistische Schriftenreihe aus Forschung und Lehre. Band 13). Praesens Verlag, Wien 2019.
- mit V. Jičínská und M. Kałasznik: Germanistische Forschungsfragen in Trnava, Ústí nad Labem und Wrocław II. (Doktorandenforum Auslandsgermanistik. Band 2). Leipziger Universitätsverlag, Leipzig 2021.
- mit H.-H. Lüger und H. Bergerová: Phraseme und ihr kommunikatives Potential. (= Beiträge zur Fremdsprachenvermittlung. Sonderheft 28). Verlag Empirische Pädagogik, Landau in der Pfalz 2021.